# Barrio de Puentecillas
Barrio de Puentecillas är en ort i Mexiko.   Den ligger i kommunen Villa Victoria och delstaten Mexiko, i den sydöstra delen av landet, 90 km väster om huvudstaden Mexico City. Barrio de Puentecillas ligger 2 766 meter över havet och antalet invånare är 1 027.
Terrängen runt Barrio de Puentecillas är huvudsakligen kuperad, men söderut är den platt. Runt Barrio de Puentecillas är det ganska tätbefolkat, med 166 invånare per kvadratkilometer. Närmaste större samhälle är San Pedro Los Baños, 19,7 km nordost om Barrio de Puentecillas. Trakten runt Barrio de Puentecillas består till största delen av jordbruksmark.